# 李同仁
李同仁（1407年—15世紀），字公溥，號敬齋，江西吉安府吉水縣金灘鄉人，明朝政治人物。

## 生平
李同仁是宣德十年（1435年）乙卯科江西鄉試第二十二名舉人，正統元年（1436年）聯捷丙辰科會試第五十五名，二甲十二名進士，次年（1437年）獲授南京兵部武選主事。之後他陞任工部員外郎和郎中，外任福建鹽運司同知，致仕去世，有著作《東山樵隱集》流傳。

## 家族
曾祖李资敬。祖父李允臧。父李直孚。母匡氏。具慶下。娶曾氏。

## 引用
1. 1 2  光緒《吉水縣志·卷三十四·人物志》：李同仁，字公溥，號敬齋，金灘人。幼有詩名，舉宣德十年鄉試，登正統元年進士，授南兵部武選主事，陞工部員外，尋陞郎中，仕至福建鹽運司同知致仕卒，有《東山樵隱集》行於世。
2. ↑  《明英宗睿皇帝實錄·卷三十一》：（正統二年六月）丁卯，擢進士柳文為行在戶部主事；章陬行在禮部主事；陳瑊、李同仁、齊汪、黃輿、逯端行在兵部主事；鄧履純刑部主事；李秉福建延平府推官。
3. ↑  《正統元年丙辰科進士登科錄》